# خانه حبیب‌الله عسکری
منزل حبیب‌الله عسکری مربوط به دوره قاجار است و در شیراز، محله درب شیخ، پشت مسجد آقا احمد، کوچه ۶۶ واقع شده و این اثر در تاریخ ۱۰ خرداد ۱۳۸۲ با شمارهٔ ثبت ۸۹۷۶ به‌عنوان یکی از آثار ملی ایران به ثبت رسیده است.